# Jaciporã
Jaciporã é um distrito do município brasileiro de Dracena, no interior do estado de São Paulo.

## História

### Origem
O povoado de Perobal (depois Jaciporã) foi fundado no ano de 1938, em território do distrito de Ribeirão dos Índios, no município de Santo Anastácio. Em 1944 passou a pertencer ao distrito de Gracianópolis (atual Tupi Paulista), no município de Lucélia, e em 1948 passou a pertencer ao município de Dracena, já como distrito.

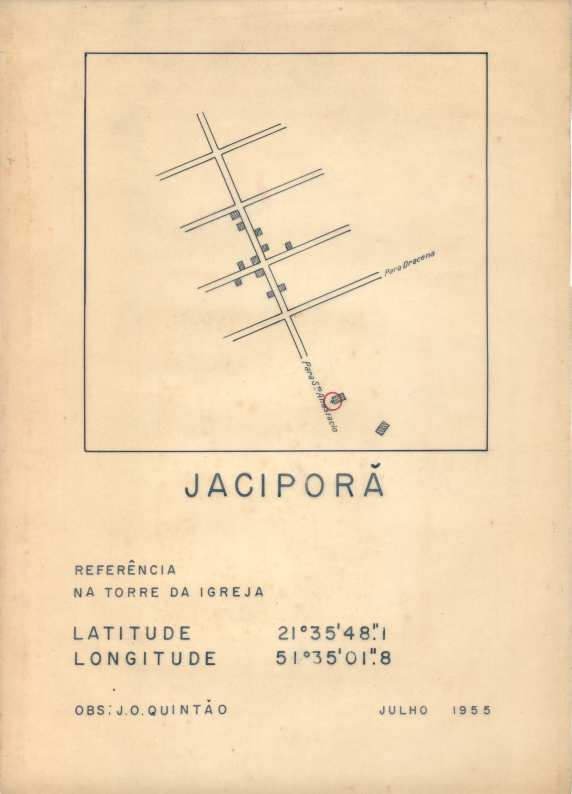
Croqui da área urbana original.

### Formação administrativa
- Distrito criado pela Lei n° 233 de 24/12/1948, com sede no povoado do mesmo nome e território desmembrado do distrito de Gracianópolis (atual Tupi Paulista)[7][8].

## Geografia

### Demografia

#### População urbana
| Crescimento população urbana | Crescimento população urbana | Crescimento população urbana | Crescimento população urbana |
| Censo                        | Pop.                         |                              | %±                           |
| ---------------------------- | ---------------------------- | ---------------------------- | ---------------------------- |
| 1950                         | 351                          |                              | —                            |
| 1960                         | 531                          |                              | 51,3%                        |
| 1970                         | 619                          |                              | 16,6%                        |
| 1980                         | 572                          |                              | −7,6%                        |
| 1991                         | 529                          |                              | −7,5%                        |
| 2000                         | 512                          |                              | −3,2%                        |
| 2010                         | 495                          |                              | −3,3%                        |
| Fonte: IBGE e Fundação SEADE |                              |                              |                              |

#### População total
Pelo Censo 2010 (IBGE) a população total do distrito era de 671 habitantes.

### Área territorial
A área territorial do distrito é de 187,878 km².

### Rodovias
O principal acesso ao distrito é a estrada vicinal Dracena-Jaciporã.

## Serviços públicos

### Administração
- Subprefeitura de Jaciporã[4]

### Registro civil
Atualmente é feito na sede do município, pois o Cartório de Registro Civil das Pessoas Naturais do distrito foi extinto pelo  Tribunal de Justiça do Estado de São Paulo, e seu acervo foi recolhido ao cartório do distrito sede.

### Educação
- EMEFI Prof. Sérgio Liberatti

### Saneamento
O serviço de abastecimento de água é feito pela Empresa de Desenvolvimento, Água, Esgoto e Pavimentação de Dracena (EMDAEP).

### Energia
A responsável pelo abastecimento de energia elétrica é a Neoenergia Elektro, antiga CESP.

### Telecomunicações
O distrito era atendido pela Telecomunicações de São Paulo (TELESP), que inaugurou a central telefônica utilizada até os dias atuais. Em 1998 esta empresa foi vendida para a Telefônica, que em 2012 adotou a marca Vivo para suas operações.

## Religião
O Cristianismo se faz presente no distrito da seguinte forma:

### Igreja Católica
- A igreja faz parte da Diocese de Marília[20].

### Igrejas Evangélicas
- Congregação Cristã no Brasil[21].